# Total Guitar
Total Guitar es una revista mensual con sede en el Reino Unido. Es considerada una de las mejores revistas de guitarra de Europa así como también la más vendida.
La revista es propiedad de Future plc, quienes también publican otras revistas de temáticas diferentes (baterías, bicicletas, videojuegos, etc).
Total Guitar suele incluir tablaturas para rock, acústico, punk, blues, metal clásico, así como perfiles detallados de los guitarristas, sus técnicas específicas y estilos para tocar. Total Guitar está dirigido a quienes quieren aprender a tocar la guitarra, con tutoriales para principiantes para guitarra acústica y eléctrica, así como para aquellos que ya tienen algo de experiencia y desean aprender nuevas técnicas y canciones.
Esta revista está centrada principalmente en la enseñanza, pero también tiene secciones en las que, por ejemplo, diferentes expertos que analizan los últimos equipos de guitarra incluyendo guitarras, amplificadores, pedales y accesorios. Total Guitar también incluye muchas entrevistas exclusivas con guitarristas de todo tipo de géneros y niveles.
Para aprender a tocar con Total Guitar podemos ir de canciones de nivel principiante hasta nivel intermedio. La revista también incluye un CD libre en el que cada tema que contiene pistas de acompañamiento y demostraciones. También suele contar lecciones en video de diferentes clientes y guitarristas. Total Guitar es una de las revistas inglesas y europeas con mayor cantidad de tablaturas en su interior.
Total Guitar ha contado con la participación de diversos conocidos músicos como Tommy Emmanuel, el guitarrista de blues Joe Bonamassa, el guitarrista de metal Zakk Wylde, Brian Setzer, Joe Trohman de Fall Out Boy, Mick Thompson y Jim Root de Slipknot, John 5, Synyster Gates y Zacky Vengeance de Avenged Sevenfold, Alex Skolnick, Mark Tremonti de Alter Bridge, Marty Friedman, Joe Satriani, Wes Borland, Matt Tuck y Michael Paget de BFMV y Matt Heafy y Corey Beaulieu de Trivium.

## Personal
El equipo actual de la revista está principalmente formado por:
Editor adjunto - Stuart Williams
Jefe de edición - Lucy Rice
Jefe de redacción - Rob Laing
Editor musical - Chris Bird
Redactor - Matt Parker
Editor artístico - John Blackshaw
Editor artístico adjunto - Leanne O'Hara